# Gabriele Amorth
Gabriele Amorth (Módena, Emilia-Romaña, 1 de mayo de 1925-Roma, Lacio, 16 de septiembre de 2016), más conocido como Padre Amorth, fue un sacerdote italiano que ejerció como exorcista en la diócesis de Roma y se hizo muy popular por sus libros, conferencias e intervenciones radiofónicas y televisivas sobre la materia.

## Biografía
"¿Yo, miedo de Satanás? Es él quien debe tener miedo de mí: yo trabajo en nombre del Señor del Universo. Y él es sólo el mono de Dios."
Gabriele Amorth

Gabriele Amorth fue ordenado sacerdote católico en 1954 y se convirtió en exorcista oficial en junio de 1986, bajo la dirección de Candido Amantini. Fue miembro de la Sociedad de San Pablo, la congregación fundada por Santiago Alberione en 1914.
En 1986 hizo su primer exorcismo bajo la tutela del padre Candido Amantini y en octubre de 2000 (según su libro), señaló haber realizado personalmente alrededor de 50 000 exorcismos, que iban desde "unos minutos" a "varias horas" de duración.
En marzo de 2010, afirmó que la cifra había aumentado a 70 000.
Gabriele Amorth fundó la Asociación Internacional de Exorcistas en 1990 y fue presidente hasta su retiro a los 75 años de edad, en el año 2000. Fue declarado presidente honorario de por vida de la asociación.

## Puntos de vista
El padre Amorth formuló la idea de que el interés y práctica de diversas corrientes ocultistas de los líderes nazis (ocultismo nazi) pudieron haber hecho que estos fueran poseídos. Además, afirmó que existía la posibilidad de que líderes como Adolf Hitler y Iósif Stalin fueran influenciados por algún demonio para afectar a millones de personas por el mal.
El religioso también criticó las novelas de Harry Potter de J. K. Rowling, indicando que “detrás de Harry Potter se oculta la firma del rey de la oscuridad, el diablo”, ya que en las novelas no existe el concepto retratado de una distinción mágica entre lo blanco y negro, no existe un guía espiritual y tampoco hay referencias a la religión o la espiritualidad. Considera que esto influencia y acentúa el interés de los jóvenes por la prácticas mágicas y “porque la magia es siempre una vuelta al diablo”.
 
El London Sunday Telegraph ha divulgado que la película preferida de Amorth es El Exorcista, la cual trata del exorcismo de un demonio en una muchacha joven, historia basada en un exorcismo real realizado en los años 50 en San Luis, Misuri. Al respecto, Amorth piensa que la gente debería verla, para que "miren lo que nosotros hacemos", y mencionó: "Por supuesto, los efectos son exagerados, pero es un buen filme, y exacto substancialmente, basado en una notable novela que refleja una historia verdadera".
Por otra parte, también apareció en una entrevista en el segundo episodio de "True Horror with Anthony Head", donde dijo que nunca lleva a cabo exorcismos en personas que declaran que están poseídos sin estarlo verdaderamente, y que él siempre envía a la gente a consultarse primero con psiquiatras y psicólogos antes de pasar por él. Incluso comentó como anécdota que cuando ve a alguien que no está poseso pero la persona insiste, él responde: "Usted no tiene al diablo. Si tiene un problema, hable con un buen veterinario".

### Recomendaciones
El Padre Amorth ofrece las siguientes recomendaciones para las personas que ejercen el "carisma del exorcismo". Dicha persona debe estar muy bien considerada por su vida de oración, fe, actos de caridad y juicio. Además, debe basarse y confiar únicamente en la Palabra de Dios y la oración tradicional, estar completamente desprendido de las preocupaciones monetarias, ser profundamente humilde y no atesorar oscuridad.

"Curen a los enfermos, resuciten a los muertos, purifiquen leprosos, expulsen a los demonios. Ustedes han recibido gratuitamente, den también gratuitamente."
 Mateo 10, 8

## Publicaciones
Amorth es autor de numerosos libros sobre la temática específica del exorcismo. Estos no cuentan como documentos oficiales de la Iglesia católica, sino que son anotaciones personales de su oficio como exorcista. Los libros usan relatos de testigos oculares y su experiencia personal.
- Narraciones de un exorcista, Gabriele Amorth, 1993. Publicaciones Kerygma. Roma, Italia (ISBN 88-396-0334-4)
- Un exorcista cuenta su historia, Gabriele Amorth y Nicoletta V. Mackenzie, 1999. (ISBN 0-89870-710-2)
- Evangelio de María: Un mes con la madre del Dios, Gabriele Amorth, 2000. (ISBN 0-8189-0871-8)
- Un exorcista: más historias, Gabriele Amorth y Nicoletta V. Mackenzie, 2002 (ISBN 0-89870-917-2)
- Exorcismo y psiquiatría, Gabriele Amorth, 2002 (ISBN 80-7192-981-6)
- Padre Pío: Historia de la vida de un santo, Gabriele Amorth, 2003. (ISBN 3-7171-1108-6)
- Habla un exorcista, Gabriele Amorth, 2004. Planeta DeAgostini Comics (ISBN 978-84-674-1233-8)
- Memorias de un exorcista, Gabriele Amorth entrevistado por Marco Tosatti, 2010. (ISBN 978-84-937954-0-5)
- Más fuertes que el mal: El demonio, reconocerlo, vencerlo, evitarlo, Gabriele Amorth y Roberto Ítalo Zanini, 2011. Editorial San Pablo (ISBN 978-84-285-3870-1)
- El último exorcista. Mi batalla contra satanás. Gabriele Amorth y Paolo Rodari, 1a ed. 2012, Editorial San Pablo (ISBN 978-958-715-837-3)
- Nuevos relatos de un exorcista, Gabriele Amorth, 2013, Editorial San Pablo (ISBN 978-958-768-024-9)
- La mujer que venció al mal: El evangelio de María, Gabriele Amorth, 2013. Editorial San Pablo (ISBN 978-84-285-4170-1)
- El signo del exorcista: Mis últimas batallas contra Satanás, Gabriele Amorth y Paolo Rodari, 2013. Editorial San Pablo (ISBN 978-842-854-328-6)
- ¡Aléjate satanás! Vade Retro Sátana, Gabriele Amorth, 2014, Editorial San Pablo (ISBN 978-607-714-087-0)
- El diablo: Una investigación contemporánea, Gabriele Amorth, 2014, Editorial San Pablo (ISBN 978-84-285-4602-7)
- Dios es más bello que el Diablo: Testamento espiritual, Gabriele Amorth, 2015, Editorial San Pablo (ISBN 958-768-278-5)
- Mi encuentro con el diablo, Gabriele Amorth, 2015, Editorial San Pablo (ISBN 978-84-285-4706-2)
- La misericordia vencerá al diablo: Seremos juzgados sobre el amor, Gabriele Amorth y Stefano Stimamiglio, 2016, Editorial San Pablo (ISBN 978-84-285-5010-9)
- María contra el mal: La mujer que nos ayuda en la lucha contra el diablo, Gabriele Amorth, 2017, Editorial San Pablo (ISBN 978-84-285-5322-3)
- Mi batalla con Dios contra Satanás, Gabriele Amorth, 2018, Editorial San Pablo (ISBN 978-84-285-5633-0)
- Vencer al demonio con Jesús: Cómo liberar y liberarse, Gabriele Amorth y Angela Musolesi, 2019, Editorial San Pablo (ISBN 978-84-285-5728-3)

## Películas
The Devil and Father Amorth es una película documental de William Friedkin que se centra en uno de los exorcismos de Amorth.
El exorcista del Papa es una película sobre el trabajo de Amorth lanzada en abril de 2023. En ella, Russell Crowe interpreta a Amorth.

## Controversias

### Puntos de vista
En un festival de cine en Umbría, se le cita diciendo que el yoga es satánico porque conduce a la práctica del hinduismo y que "todas las religiones orientales se basan en una falsa creencia en la reencarnación", y que "practicar yoga es satánico, conduce al mal como leer Harry Potter". En varias ocasiones aseguró que la televisión y la política italiana eran dirigidas por la masonería.

### Desaparición de Emanuela Orlandi
Amorth afirmó que Emanuela Orlandi, una estudiante vaticana que desapareció en 1983, fue secuestrada por un grupo integrado por la policía vaticana, delincuentes y otras personalidades para fiestas sexuales dentro del Vaticano, agregando que fue asesinada y su cuerpo ocultado.